# (6837) Bressi
(6837) Bressi est un astéroïde de la ceinture principale.

## Description
(6837) Bressi est un astéroïde de la ceinture principale. Il fut découvert le 8 décembre 1994 à Kitt Peak par le projet Spacewatch. Il présente une orbite caractérisée par un demi-grand axe de 2,85 UA, une excentricité de 0,22 et une inclinaison de 12,8° par rapport à l'écliptique.

## Compléments